# Triosa
Les trioses són monosacàrids formats per una cadena de tres àtoms de carboni. La seva fórmula empírica és C₃H₆O₃. Igual que en els altres monosacàrids, en les trioses apareixen els grups cetona i aldehid, també dits genèricament grups funcionals carbonil. Si porten la funció cetona s'anomenen afegint el prefix ceto- i si porten el grup aldehid s'afegeix el prefix aldo-, de manera que els compostos s'anomenaran aldotrioses (o gliceraldehid) i cetotrioses (o dihidroxiacetona). Les trioses tenen gran importància en el metabolisme dels glúcids i de la respiració.

El Gliceraldehid és una aldotriosa en ser el grup carbonil a l'extrem de la cadena

La Dihidroxicetona és una cetotriosa perquè el grup carbonil és al centre de la cadena.